# Ivankova, Kaluș
Ivankova (în ucraineană Іванкова) este un sat în comuna Verhnea din raionul Kaluș, regiunea Ivano-Frankivsk, Ucraina.

## Demografie
Componența lingvistică a localității Ivankova
     Ucraineană (99,07%)
     Alte limbi (0,93%)
Conform recensământului din 2001, majoritatea populației localității Ivankova era vorbitoare de ucraineană (99,07%), existând în minoritate și vorbitori de alte limbi.